# 枇谷玲子
枇谷 玲子（ひだに れいこ、1980年 - ）は、日本の北欧語の翻訳家。別筆名にひだに れいこ。

## 人物・来歴
富山県生まれ。豊島岡女子学園高等学校在学中にグレーテリース・ホルム『マリアからの手紙』を読んで北欧に関心を持つ。
上智大学外国語学部在学中から、早稲田大学語学研究所でデンマーク語を学ぶ。
2000年に上智大学を中退し、大阪外国語大学（現大阪大学外国語学部）デンマーク語学科入学。
2003年にデンマーク教育大学児童文学センターに留学。2005年大阪外国語大学卒業。 
在学中の2005年に、木村由利子の推薦により『ウッラの小さな抵抗』で翻訳者デビュー。
北欧家具輸入販売会社勤務、翻訳会社でオンサイトのチェッカーの経験を経て、子育てしながら北欧書籍の紹介を行っている。
訳書に2015年東京都美術館で行われた展示、『キュッパのびじゅつかん』の元となった絵本『キュッパのはくぶつかん』（福音館書店）、『カンヴァスの向こう側』（評論社）など。
埼玉県在住。

## 翻訳
- 『ウッラの小さな抵抗 ナチス占領時代の少女』（インゲ・クロー、杉田幸子絵、文研出版、文研じゅべにーる） 2005.2
- 『ニッセのポック』（オーレ・ロン・キアケゴー、あすなろ書房） 2006.11
- 『エレンのりんごの木』（カタリーナ・クルースヴァル、 評論社、児童図書館・絵本の部屋） 2009.3
- 『太陽のくに』（エヴァ・アスムセン、金の星社） 2010.12
- 『飛べない渡り鳥リッレヴィン』（マッツ・ヴァーンブロッド、ペール・グスタフソン絵、スウェーデン国立障害研究所監修、汐文社） 2010.2
- 『トーベのあたらしい耳』（トーベ・クルベリ、エッマ・アードボーゲ絵、少年写真新聞社） 2010.4
- 『くまのバルデマール ぼくって、サイコー!』（クヌート・ファルバッケン、秋草愛絵、文研出版、文研ブックランド） 2010.7
- 『ハエのアストリッド』（マリア・ヨンソン、評論社の児童図書館・絵本の部屋)  2011.7
- 『ママ!』（キム・フォップス・オーカソン、高畠那生絵、ひさかたチャイルド） 2011.11
- 『ひみつのおかしだおとうとうさぎ!』（ヨンナ・ビョルンシェーナ、クレヨンハウス） 2012.1
- 『キュッパのはくぶつかん』（オーシル・カンスタ・ヨンセン、福音館書店） 2012.4
- 『サイエンス・クエスト科学の冒険 宇宙の生命、死の意味、数の世界』（アイリック・ニュート、NHK出版） 2012.4
- 『手で笑おう 手話通訳士になりたい』（アン・マリー・リンストローム、汐文社） 2012.8
- 『カンヴァスの向こう側 少女が見た素顔の画家たち』（フィン・セッテホルム、評論社） 2013.10
- 『このTシャツは児童労働で作られました。』（シモン・ストランゲル、汐文社） 2013.2
- 『なぜイヌの鼻はぬれているの? ノアの箱舟のふしぎな話』（ケネス・スティーブン、オイヴィン・トールシェーテル絵、西村書店） 2014.12
- 『キュッパのおんがくかい』（オーシル・カンスタ・ヨンセン、福音館書店） 2014.10
- 『凍える街』（アンネ・ホルト、創元推理文庫） 2014.12
- 『穴』（オイヴィン・トールシェーテル作・絵、ワールドライブラリー、ノルウェー） 2014
- 『たね』（サーラ・ギンバリソン 絵/文、 訳. ワールドライブラリー） 2015.10
- 『だいすきなマロニエの木』（オーサ・メンデル=ハートヴィッグ、アネ・グスタフソン絵、光村教育図書） 2015.11
- 『地球から子どもたちが消える。』（シモン・ストランゲル、朝田千惠共訳、汐文社） 2015.3
- 『ドコカ行き難民ボート。』（シモン・ストランゲル、汐文社） 2015.3
- 『10までかずをかぞえたこやぎ』（アルフ・プリョイセン、ヴィヴィアン・ザール・オルセン絵、ワールドライブラリー、ノルウェー） 2015.7
- 『ホテル1222』（アンネ・ホルト、創元推理文庫） 2015.9
- 『パンやのブラウンさん』（ヨーコランド、ワールドライブラリー、ノルウェー） 2016.1
- 『月の塔』（ペール・グスタフソン作・絵、ワールドライブラリー、スウェーデン） 2016.1
- 『自分で考えよう 世界を知るための哲学入門』（ペーテル・エクベリ、スヴェン・ノードクヴィスト絵、晶文社） 2016.10
- 『おおきく考えよう 人生に役立つ哲学入門』（ペーテル・エクベリ、イェンス・アールボム絵、晶文社） 2017.10
- 『カンヴァスの向こう側 続』（フィン・セッテホルム、評論社） 2017.3
- 『樹脂』（エーネ・リール、早川書房、HAYAKAWA POCKET MYSTERY BOOKS） 2017.9
- 『デンマーク幸福研究所が教える「幸せ」の定義』（マイク・ヴァイキング、晶文社） 2018.11
- 『北欧に学ぶ小さなフェミニストの本』（サッサ・ブーレグレーン、岩崎書店） 2018.5
- 『北欧式眠くならない数学の本』（クリスティン・ダール、スヴェン・ノードクヴィスト絵、三省堂） 2018.6
- 『私はこうして世界を理解できるようになった』（ハンス・ロスリング, ファニー・ヘルエスタム、青土社） 2019.10
- 『75億人のひみつをさがせ!』（クリスティン・ローシフト、岩崎書店） 2019.11
- 『北欧式お金と経済がわかる本 12歳から考えたい9つのこと』（グンヒル・J・エクルンド、氏家祥美監修、翔泳社） 2019.2
- 『話し足りないことはない? 対人不安が和らぐグループセラピー』（アンナ・フィスケ、晶文社） 2019.4
- 『ウーマン・イン・バトル 自由・平等・シスターフッド!』（マルタ・ブレーン、イェニー・ヨルダル絵、合同出版） 2019.7
- 『きのこのなぐさめ』（ロン・リット・ウーン、中村冬美共訳、みすず書房） 2019.8
- 『北欧に学ぶ好きな人ができたら、どうする?』（アンネッテ・ヘアツォーク、カトリーネ・クランテ, ラスムス・ブラインホイ イラスト、晶文社） 2019.9
- 『「人間とは何か」はすべて脳が教えてくれる 思考、記憶、知能、パーソナリティの謎に迫る最新の脳科学』（カーヤ・ノーデンゲン、羽根由共訳、誠文堂新光社） 2020.1
- 『好きな人に触れたくなるのは、どうして? 北欧に学ぶ恋愛とセックスの本』（サビーネ・レミレ、ラスムス・ブラインホイ絵、晶文社） 2020.8
- 『私はいま自由なの? 男女平等世界一の国ノルウェーが直面した現実』（リン・スタルスベルグ、柏書房） 2021.10
- 『北欧式パートナーシップのすすめ 愛すること愛されること』（ビョルク・マテアスダッテル、原書房） 2021.4
- 『My Child わたしの子』（ヒルデ・ハーゲルップ、クリスティン・ローシフト絵、英治出版） 2021.5
- 『地球で暮らすきみたちに知ってほしい50のこと』（ラース・ヘンリク・オーゴード、シモン・ヴェス イラストレーション、晶文社） 2021.8

### 「ラッセとマヤのたんていじむしょ」シリーズ
- 『ダイヤモンドのなぞ』（マッティン・ビードマルク、ヘレナ・ビリス絵、主婦の友社、「ラッセとマヤのたんていじむしょ」） 2009
- 『ミステリーホテルの怪』（マッティン・ビードマルク、ヘレナ・ビリス絵、主婦の友社、「ラッセとマヤのたんていじむしょ」） 2009.1
- 『カフェ強盗団』（マッティン・ビードマルク、ヘレナ・ビリス絵、主婦の友社、「ラッセとマヤのたんていじむしょ」） 2009.3
- 『サーカスのどろぼう』（マッティン・ビードマルク、ヘレナ・ビリス絵、主婦の友社、「ラッセとマヤのたんていじむしょ」） 2009.3
- 『なぞの映画館』（マッティン・ビードマルク、ヘレナ・ビリス絵、主婦の友社、「ラッセとマヤのたんていじむしょ」） 2009.7
- 『恐怖のミイラ』（マッティン・ビードマルク、ヘレナ・ビリス絵、主婦の友社、「ラッセとマヤのたんていじむしょ」） 2009.7

### 「フィンドゥス」シリーズ
- 『フィンドゥスの魚つり』（スヴェン・ノードクヴィスト作・絵、ワールドライブラリー、スウェーデン） 2015.11
- 『フィンドゥスの誕生日』（スヴェン・ノードクヴィスト作・絵、ワールドライブラリー、スウェーデン） 2015.5
- 『フィンドゥスが小さかったころ』（スヴェン・ノードクヴィスト作・絵、ワールドライブラリー、スウェーデン） 2015.7
- 『フィンドゥスのキャンプ』（スヴェン・ノードクヴィスト作・絵、ワールドライブラリー、スウェーデン） 2015.8

### イルセ・サン
- 『鈍感な世界に生きる敏感な人たち』（イルセ・サン、ディスカヴァー・トゥエンティワン） 2016.10
- 『心がつながるのが怖い 愛と自己防衛』（イルセ・サン、ディスカヴァー・トゥエンティワン） 2017.9
- 『敏感な人や内向的な人がラクに生きるヒント』（イルセ・サン、ディスカヴァー・トゥエンティワン） 2018.6
- 『身勝手な世界に生きるまじめすぎる人たち 罪悪感を手放して毎日をラクにする方法』（イルセ・サン、ディスカヴァー・トゥエンティワン） 2020.12
- 『「親しい関係からなぜか離れたい」がなくなる本 喪失や悲しみから心を守る「自己防衛の戦略」の功罪』（イルセ・サン、ディスカヴァー・トゥエンティワン、ディスカヴァー携書） 2021.12

### イブ・スパング・オルセン
- 『かぜ』（イブ・スパング・オルセン、亜紀書房） 2016.11
- 『あめ』（イブ・スパング・オルセン、亜紀書房） 2017.2
- 『ネコの住むまち』（イブ・スパング・オルセン、メディアリンクス・ジャパン） 2017.2